# Lista siturilor arheologice din județul Călărași - Ș
Lista siturilor arheologice din județul Călărași - Ș conține toate siturile arheologice din județul Călărași înscrise în Repertoriul Arheologic Național (RAN) și aflate în localități al căror nume începe cu litera Ș. RAN este administrat de Ministerul Culturii și Patrimoniului Național și cuprinde date științifice, cartografice, topografice, imagini și planuri, precum și orice alte informații privitoare la zonele cu potențial arheologic, studiate sau nu, încă existente sau dispărute.
Puteți căuta un sit din localitățile care încep cu litera Ș folosind formularul de mai jos sau puteți naviga prin toate siturile din județ la Lista siturilor arheologice din județul Călărași.
| Cod RAN                                | Denumire | Localitate                                  | Adresă             | Datare                                      | Descoperit | Coordonate                                    | Imagine           | Erori            |
| -------------------------------------- | --- | ------------------------------------------- | ------------------ | ------------------------------------------- | ---------- | --------------------------------------------- | ----------------- | ---------------- |
| 105516.01.01 (Cod LMI: CL-I-s-B-14581) | Așezarea neolitică de la Șeinoiu - "Movila din cimitir" / ansamblu anonim (Categorie: locuire civilă) (Tip: Tell)           | sat Șeinoiu, comuna Tămădău Mare            | Movila din cimitir | Gumelnița                                   | 1972-1973  | 44°26′22″N 26°35′02″E / 44.43945°N 26.58389°E | Încărcați imagine | Raportați eroare |
| 94571.01.01                            | Așezarea tip Coslogeni de lângă localitatea Ștefan cel Mare / ansamblu anonim (Categorie: locuire civilă) (Tip: Așezare)    | sat Ștefan cel Mare, comuna Ștefan cel Mare |                    | Coslogeni                                   |            | 44°24′22″N 27°38′29″E / 44.40602°N 27.64139°E | Încărcați imagine | Raportați eroare |
| 94571.01.02                            | Așezarea tip Coslogeni de lângă localitatea Ștefan cel Mare / ansamblu anonim (Categorie: locuire civilă) (Tip: așezare)    | sat Ștefan cel Mare, comuna Ștefan cel Mare |                    | Dridu sec. IX - XI                          |            | 44°24′22″N 27°38′29″E / 44.40602°N 27.64139°E | Încărcați imagine | Raportați eroare |
| 94571.02.01                            | Așezarea medieval-timpurie din punctul "Feteasca" / ansamblu anonim (Categorie: locuire civilă) (Tip: Așezare)              | sat Ștefan cel Mare, comuna Ștefan cel Mare | Feteasca           | Dridu sec. IX - XI                          |            |                                               | Încărcați imagine | Raportați eroare |
| 94571.02.01                            | Așezarea medieval-timpurie din punctul "Feteasca" / complex Bordeiul nr. 1 (Categorie: locuire civilă) (Tip: bordei)        | sat Ștefan cel Mare, comuna Ștefan cel Mare | Feteasca           | Dridu sec. IX - XI                          |            |                                               | Încărcați imagine | Raportați eroare |
| 94571.02.01                            | Așezarea medieval-timpurie din punctul "Feteasca" / complex Bordeiul nr. 2 (Categorie: locuire civilă) (Tip: bordei)        | sat Ștefan cel Mare, comuna Ștefan cel Mare | Feteasca           | Dridu sec. IX - XI                          |            |                                               | Încărcați imagine | Raportați eroare |
| 94571.02.01                            | Așezarea medieval-timpurie din punctul "Feteasca" / complex anonim (Categorie: locuire civilă) (Tip: locuință de suprafață) | sat Ștefan cel Mare, comuna Ștefan cel Mare | Feteasca           | Dridu sec. IX - XI                          |            |                                               | Încărcați imagine | Raportați eroare |
| 94571.02.01                            | Așezarea medieval-timpurie din punctul "Feteasca" / complex Bordeiul nr. 3 (Categorie: locuire civilă) (Tip: bordei)        | sat Ștefan cel Mare, comuna Ștefan cel Mare | Feteasca           | Dridu sec. IX - XI                          |            |                                               | Încărcați imagine | Raportați eroare |
| 105516.02.01                           | Așezarea Sântana de Mureș - Cerneahov de la Șeinoiu / ansamblu anonim (Categorie: așezare) (Tip: așezare)                   | sat Șeinoiu, comuna Tămădău Mare            |                    | Sântana de Mureș - Cerneahov sec. IV p.Chr. |            |                                               | Încărcați imagine | Raportați eroare |
| 105393.01.01                           | Așezarea din prima epocă a fierului de la Șoldanu-Pod Radovanu / ansamblu anonim (Categorie: locuire) (Tip: așezare)        | sat Șoldanu, comuna Șoldanu                 | Pod Radovanu       |                                             |            | 44°12′59″N 26°31′27″E / 44.21639°N 26.52417°E | Încărcați imagine | Raportați eroare |